# Nelly Korbukova
Nelly Korbukova, född den 3 juni 1962 i Moskva, död den 29 april 2019 i Moskva, var en sovjetisk kanotist.
Hon tog bland annat VM-brons i K-2 5000 meter i samband med sprintvärldsmästerskapen i kanotsport 1990 i Poznań.